# Big L
Ламонт Коулман (англ. Lamont Coleman); 30 мая 1974, Гарлем, Нью-Йорк — 15 февраля 1999, Гарлем, Нью-Йорк), более известный под псевдонимом Big L (рус. Биг Эл) — американский рэпер и автор песен, а также участник рэп-групп Children of the Corn и Diggin' in the Crates Crew.
Появившись в районе Восточный Гарлем в Нью-Йорке в первой половине 1990-х годов, Коулман стал хорошо известен среди андеграундных хип-хоп фанатов благодаря своей способности к фристайлу и в конце концов был подписан на лейбл Columbia Records, где в 1995 году он выпустил свой дебютный альбом, Lifestylez ov da Poor & Dangerous, который в настоящее время многие фанаты считают классическим. 15 февраля 1999 года неизвестный выстрелил в Коулмана девять раз в его родном Восточном Гарлеме. Он умер от полученных ран.
Он известен своей игрой слов, многие авторы в AllMusic, HipHopDX и The Source высоко ценили Коулмана за его лирический талант, и он также был описан как «один из самых многообещающих рассказчиков в истории хип-хопа».

## Ранняя жизнь
Ламонт Коулман родился в Гарлеме, Нью-Йорк, 30 мая 1974 года, и был третьим и самым младшим ребёнком Гильды Терри (умерла в 2008 году) и Чарльза Дэвиса. Дэвис оставил семью, когда Коулман был ребёнком. Двое его старших братьев, Дональд Коулман и Лерой Финази (умер в 2002 году), были детьми Гильды и человека по имени мистер Финази. Коулман получил в детстве прозвища «Little L» и «'mont 'mont». В возрасте 12 лет Коулман стал большим поклонником хип-хопа и начал заниматься фристайлом с другими людьми по соседству. В 1990 году он основал группу, известную как Three the Hard Way, но она быстро распалась из-за отсутствия энтузиазма среди участников. Группа состояла из Коулмана, Дока Рима и Родни. Проекты не были выпущены, и после ухода Родни группа была переименована в Two Hard Motherfuckers. Примерно в это же время люди стали называть Коулмана «Big L». Летом 1990 года Коулман встретил Lord Finesse на автограф-сессии в музыкальном магазине на 125-й улице. После фристайла Финесс и Коулман обменялись номерами телефонов.
Коулман учился в средней школе Джулии Ричман. Во время учёбы в средней школе Коулман соревновался во фристайле в своём родном городе; в своём последнем интервью он заявил: «Вначале всё, что я когда-либо видел, это то, как я соревновался со всеми на углах улиц, рифмовал в коридорах, стучал руками по стене, рифмовал для своих друзей. Время от времени я брал микрофон на домашней вечеринке и на районной вечеринке». Он окончил школу в 1992 году. Коулман начал писать стихи в 1990 году.

## Карьера

### 1992—1995: Первые записи и контракт
В 1992 году он записал различные демо, некоторые из которых были включены в его дебютный альбом Lifestylez ov da Poor & Dangerous, а также основал в 1993 году гарлемскую рэп-группу Children of the Corn (COC) с Killa Cam (он же Cam’ron), Murda Mase (он же Ma$e), Bloodshed и McGruff. 11 февраля Коулман появился на шоу Yo! MTV Raps с Lord Finesse, чтобы помочь Финессу продвинуть студийный альбом Return of the Funky Man. Первое профессиональное появление Коулмана состоялось на треке «Yes You May (Remix)», B-стороне сингла «Party Over Here» (1992) рэпера Lord Finesse, а его первое появление в альбоме было в песне «Represent» в альбоме Showbiz & A.G. Runaway Slave (1992). В том же году он выиграл любительскую фристайл битву, в которой участвовало около 2 тысяч участников, и которая проводилась Nubian Productions. В 1992 году Коулман подписал контракт с Columbia Records. Примерно в это же время Л присоединился к хип-хоп коллективу Лорда Финесса, Diggin' in the Crates Crew (DITC), который состоял из Lord Finesse, Diamond D, O.C., Fat Joe, Buckwild, Showbiz and A.G.
В 1993 году Коулман выпустил свой первый промосингл «Devil’s Son», а позже сказал, что это один из первых хорроркор синглов, повлиявший на других. Он сказал, что написал песню, потому что «Я всегда был фанатом фильмов ужасов. Плюс, вещи, которые я вижу в Гарлеме, очень страшные. Поэтому я просто собрал всё это вместе в рифму». Тем не менее, он сказал, что предпочитает другие стили, а не хорроркор. 18 февраля 1993 года Коулман выступил вживую на праздновании дня рождения Лорда Финесса в клубе «2,000 Club», где также выступили Fat Joe, Nas и Diamond D.
В 1994 году он выпустил свой второй промосингл «Clinic». 11 июля 1994 года Коулман выпустил радио версию «Put It On», а через три месяца было выпущено видео на эту песню. В 1995 году дебютировал видеоклип на сингл «No Endz, No Skinz», который был снят Брайаном Луваром.
Его дебютный студийный альбом Lifestylez ov da Poor & Dangerous был выпущен в марте 1995 года. Альбом дебютировал под номером 149 в чарте Billboard 200 и под номером 22 в чарте Top R&B/Hip-Hop Albums. По состоянию на 2000 год Lifestylez был продан в количестве более 200 тысяч копий. Три сингла были выпущены из альбома; первые два, «Put It On» и «M.V.P.», вошли в топ-25 чарта Hot Rap Tracks журнала Billboard, а третий «No Endz, No Skinz» не попал в чарт. Альбом получил трехзвёздный рейтинг от сайта Allmusic.

### 1996—1999: Уход из Columbia, второй альбом, независимый исполнитель
В 1996 году Коулман покинул лейбл Columbia Records в основном из-за спора между стилем рэпа Коулмана и продакшена от Columbia. Он заявил: «Я был там с группой незнакомцев, которые действительно не знали мою музыку».
В 1997 году он начал работать над своим вторым студийным альбомом, The Big Picture. Группа Children of the Corn распалась, когда Bloodshed погиб в результате автомобильной аварии 2 марта 1997 года. DITC появился в июльском выпуске журнала On The Go Magazine. Коулман появился на сингле O.C. «Dangerous» для второго альбома Jewelz. В ноябре Big L выступал на разогреве у O.C. во время европейского тура European Jewlez Tour.
В 1998 году Коулман основал собственный независимый лейбл Flamboyant Entertainment. По данным The Village Voice, «лейбл планировал распространять тот тип хип-хопа, который продавался без 40 лучших семплов или R&B-хуков». Он выпустил сингл «Ebonics» в 1998 году. В песне он рассказывает о сленге «Ebonics», который использовался в Гарлеме, когда он рос. Журнал The Source назвал её одним из пяти лучших независимых синглов года. В этом году DITC выпустили свой первый сингл «Dignified Soldiers».
После выхода «Ebonics» Коулман попался на глаза Деймону Дэшу, генеральному директору Roc-A-Fella Records. Дэш хотел подписать Ламонта на Roc-A-Fella, но Коулман хотел подписать свою команду. 8 февраля 1999 года Коулман, Herb McGruff, C-Town и Jay-Z начали процесс подписания с Roc-A-Fella как группа под названием «The Wolfpack».

## Смерть
15 февраля 1999 года Big L был убит возле 45 дома на Западной 139-й улице в своём родном Гарлеме после того, как в него выстрелили девять раз в лицо и грудь из проезжающего мимо автомобиля. Джерард Вудли, один из друзей детства Big L, был арестован через три месяца за преступление.
«Есть большая вероятность, что это была месть за то, что сделал брат Big L’а, или Вудли полагал, что он сделал», — сказал представитель департамента полиции Нью-Йорка. Вудли был позже освобожден из-за отсутствия доказательств, и дело об убийстве остаётся официально нераскрытым. 24 июня 2016 года Вудли был застрелен в голову, а затем скончался в больнице Гарлема.
Big L похоронен в Мемориальном парке Джорджа Вашингтона в Парамесе, Нью-Джерси.

## Посмертные релизы
Треки «Get Yours», «Way of Life» и «Furious Anger» были выпущены как синглы в 1999 году для одноимённого альбома D.I.T.C. (2000) на Tommy Boy Records. Альбом достиг 31 места в чарте Top R&B/Hip-Hop Albums и 141 места в чарте Billboard 200. Первым посмертным синглом Коулмана был «Flamboyant»/«On The Mic», который был выпущен 30 мая 2000 года. Сингл достиг 39 места в чарте Hot R&B/Hip-Hop Songs и возглавил чарт Hot Rap Tracks, сделав его первым и единственным синглом Коулмана под номером один.
Второй и последний студийный альбом Коулмана, The Big Picture, был выпущен 1 августа 2000 года и включал в себя участия от Fat Joe, Tupac Shakur, Guru из Gang Starr, Kool G Rap и Big Daddy Kane среди других. The Big Picture был составлен его менеджером и партнёром по Flamboyant Entertainment Ричем Кингом. Он содержит песни, которые Big L записал, и акапеллы, которые никогда не использовались, дополненные продюсерами и приглашёнными рэперами, которых Коулман уважал или с которыми работал ранее. The Big Picture дебютировал под номером тринадцать в чарте Billboard 200, на втором месте в чарте Top R&B/Hip-Hop Albums, и был продан в количестве 72.549 копий. Альбом был сертифицирован RIAA как «золотой» через месяц за продажу 500 тысяч копий. The Big Picture был единственной музыкой Big L, которая появилась в музыкальном чарте за пределами США, достигнув 122 места в чарте альбомов Великобритании.
Сборник, содержащий песни группы Children of the Corn, озаглавленный Children of the Corn: The Collector’s Edition, был выпущен в 2003 году. Следующим посмертным альбомом был 139 & Lenox, который был выпущен 31 августа 2010 года. Он содержал ранее не выпущенные и редкие треки. Он был выпущен Ричем Кингом на лейбле Flamboyant Entertainment. Следующий альбомом был Return of the Devil’s Son (2010), достигший 73 места в чарте Top R&B/Hip-Hop Albums. Следующим релизом Коулмана был The Danger Zone (2011), а альбом под названием L Corleone был выпущен 14 февраля 2012 года.

## Наследие и влияние
Генри Адасо, музыкальный журналист сайта About.com, назвал его двадцать третьим лучшим MC с 1987 по 2007 год, утверждая, что «[он был] одним из самых многообещающих рассказчиков в истории хип-хопа». HipHopDX назвал Коулмана «самым недооценённым лириком когда-либо». Много трибьютов было посвящено Коулману. Первым был концерт Lord Finesse и другие члены DITC 6 марта 1999 года в клубе The Tramps. The Source сделал ему много дани: сначала в июле 2000 года, а затем в марте 2002 года. XXL отдал дань Ламонту в марте 2003 года. 16 февраля 2005 года в ресторане и ночном клубе SOB’s на Манхэттене состоялся вечер памяти. В нём участвовали специальные гости, такие как DITC, Herb McGruff и Kid Capri. Все заработанные деньги были отданы его наследникам. В 2004 году Эминем воздал ему должное в своём музыкальном видео на сингл «Like Toy Soldiers». Jay-Z заявил в интервью MTV: «Мы собирались подписать его прямо перед его смертью. Мы собирались подписать его на Roc-a-Fella. Это была завершённая сделка… Я думаю, что он был очень талантлив… Я думаю, что он умел писать большие и большие припевы». Рэпер Nas также сказал по MTV: «[Коулман] напугал меня до смерти. Когда я услышал [его выступление в театре „Аполло“] на плёнке, я испугался до смерти. Я сказал: „Йоу, я не могу конкурировать, если это то, с чем я должен конкурировать“».

### Стиль
Коулману часто приписывают помощь в создании хорроркор жанра хип-хопа с его песней 1992 года «Devil’s Son». Однако, не все его песни попадают в этот жанр, например, в песне «Street Struck» Коулман обсуждает трудности взросления в гетто и описание последствий преступной жизни. Идрис Гудвин из The Boston Globe написал, что «[Big L обладал] впечатляющим знанием английского языка», и его песня «Ebonics» является лучшим примером этого.
Он был известен использованием стиля рэпа, названного «соединение» (использование многосложных рифм). Коулман также использовал метафоры в своих рифмах. M.F. Dibella с Allmusic заявила, что Коулмэн был «мастером лирического грабежа, который раздевал своих соперников динамическими метафорами и дерзким комическим репертуаром». В обзоре The Big Picture она добавляет, что «Гарлемский МС как мастер кульминации и злобный рассказчик с подачей, лежащей под языком как лезвие бритвы». Трент Фицджеральд из Allmusic сказал «лирически свирепый» MC с рэпом, более смертоносным, чем укус змеи, и манерами, круче, чем у сутенёра в центре города".

### Документальный фильм
Документальный фильм Street Struck: The Big L Story должен был выйти в 2017 году. Режиссёр — друг детства и независимый режиссёр Jewlz. Было задействовано примерно девять часов отснятого материала, а продолжительность фильма — от 90 до 120 минут. Первый трейлер был выпущен 29 августа 2009 года. Street Struck содержит интервью от его матери Гильды Терри; его брата Дональда; друзей детства E-Cash, D.O.C., McGruff и Stan Spit; артистов Mysonne and Doug E. Fresh; продюсеров Showbiz и Premier; и радиодиджеев Cipha Sounds и Peter Rosenberg. Для документального фильма будет сделан саундтрек, и он будет составлен братом Ламонта, Дональдом.
В 2019 году были анонсированы съёмки нового биографического фильма про Big L под названием «Put It On: The Life and Death of Lamont Coleman» («Делай Своё Дело: Жизнь и смерть Ламонта Коулмэна»), основанного на жизни и смерти рэпера из Гарлема. В фильме появятся актёры, исполнившие роли молодых рэперов Jay-Z, Biggie, Nas, Fat Joe, Big Pun и многих других. Роль самого Big L исполнит рэпер Mook DeBarge. Известно также, что в фильме сыграют сын Дэймона Дэша и племянник Биг эЛа, который сыграет роль одного из старших братьев эЛа. Выходом фильма занимается компания Golden Gates Films. На данный момент фильм находится на стадии начала съёмок, уже проведён кастинг, но фильму требуется финансовая помощь от продюсеров.

## Дискография
Студийные альбомы
- Lifestylez ov da Poor & Dangerous (1995)
- The Big Picture (2000)

Посмертные студийные альбомы
- 139 & Lenox (2010)
- Return of the Devil’s Son (2010)
- The Danger Zone (2011)

Компиляции
- Live from Amsterdam (1998)
- D.I.T.C (with D.I.T.C.) (2000)
- Harlem’s Finest — A Freestyle History (2003)
- Children of the Corn: The Collector’s Edition (with Children of the Corn) (2003)
- The Archives 1996—2000 (2006)
- L Corleone (2012)